# فیلیپ فرنس
فیلیپ فرنس (انگلیسی: Philip Ferns; ۱۴ نوامبر ۱۹۳۷ – ۲۵ اوت ۲۰۰۷) بازیکن فوتبال اهل بریتانیا بود.
از باشگاه‌هایی که در آن بازی کرده‌است می‌توان به باشگاه فوتبال ای‌اف‌سی بورنموث، باشگاه فوتبال منزفیلد تاون، و باشگاه فوتبال لیورپول اشاره کرد.